# Anachalcos janssensi
Anachalcos janssensi är en skalbaggsart som beskrevs av Müller 1942. Anachalcos janssensi ingår i släktet Anachalcos och familjen bladhorningar. Inga underarter finns listade i Catalogue of Life.